# Nordafrikansk tjocksvansskorpion
Nordafrikansk tjocksvansskorpion (Androctonus australis) är en art i ordningen skorpioner som tillhör familjen Buthidae. Den förekommer i Nordafrika, från Marocko och österut till Egypten och Sinaihalvön, genom Mellanöstern öster ut till Indien. Nordafrikansk tjocksvansskorpion är giftig och anses vara en av världens farligaste skorpioner.

## Kännetecken
Den nordafrikanska tjocksvansskorpionen blir 10,5 centimeter lång, medräknat svansen, och är gulaktig i färgen. Den yttersta delen på skorpionens svans där gifttaggen finns samt dess klor kan vara mörkare.

## Utbredning
Nordafrikansk tjocksvansskorpion förekommer i Nordafrika, från Marocko och österut till Egypten och Sinaihalvön, genom Mellanöstern öster ut till Indien. Den kan påträffas i bebyggda områden.

## Levnadssätt
Skorpionen lever i torra områden och tycker inte om att leva nära kuster. Den gräver inga hålor men gömmer sig under dagen i naturliga håligheter och under stenar. På natten är den mer aktiv och kommer fram för att söka föda. Den livnär sig på främst på insekter och andra smådjur som spindlar men äter även musungar i fångenskap. Skorpionen kan om det är ont om föda klara sig i upp till ett år utan att äta. Den kan bli 7-8 år gammal.